# Anadyrfloden
Anadyr (ryska: Ана́дырь) är en flod belägen i allra nordöstligaste Sibirien. Floden har sin källa i Anadyrbergen på Tjuktjerhalvön och flyter därefter österut för att slutligen mynna ut i Anadyrbukten i Berings hav. Anadyrs avrinningsområde är 191 000 km² och flodens längd är 1 145 kilometer.